# Торевтика

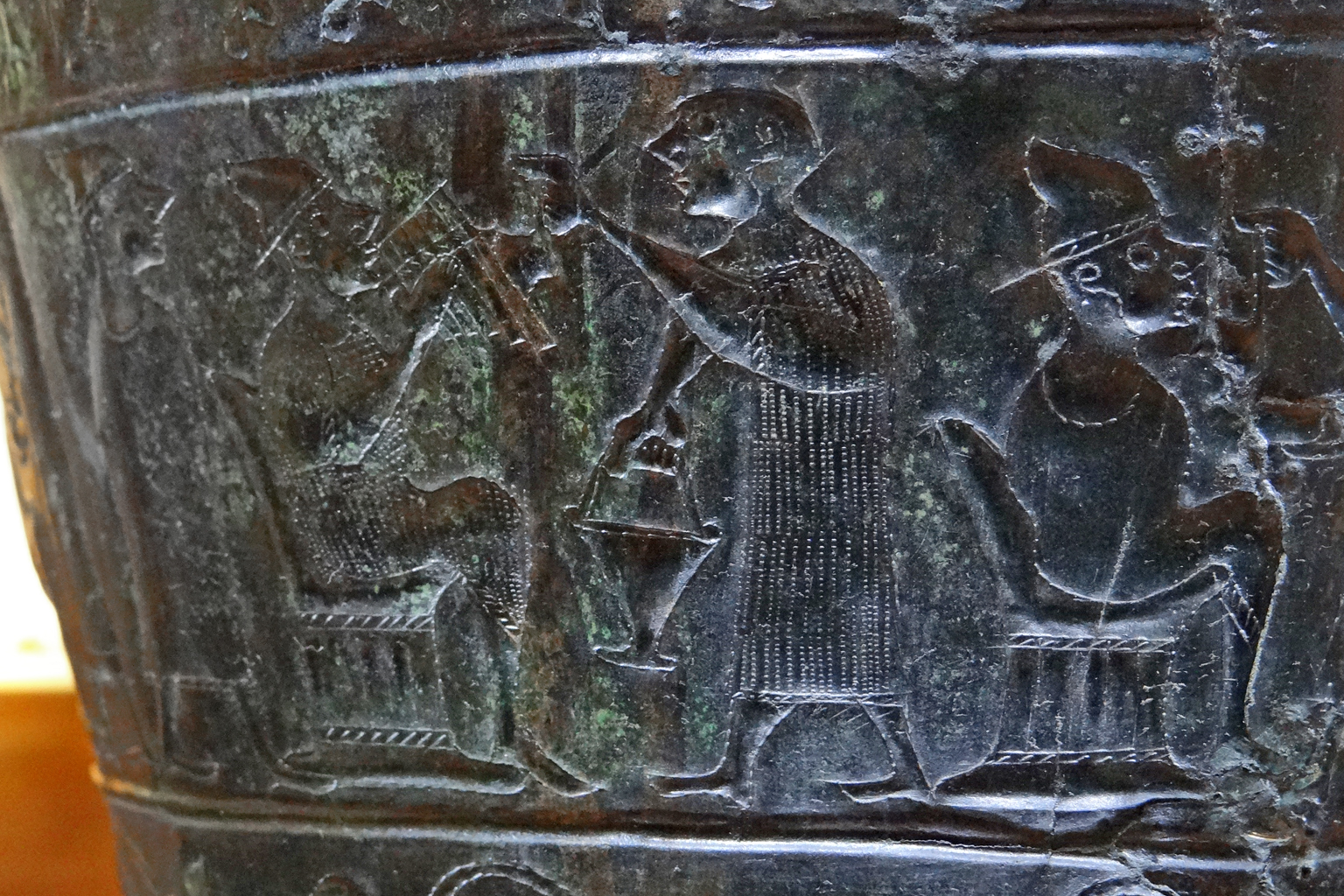
Торевтика бронзовой «ситулы из Ваче» (Словения). V в. до н. э.

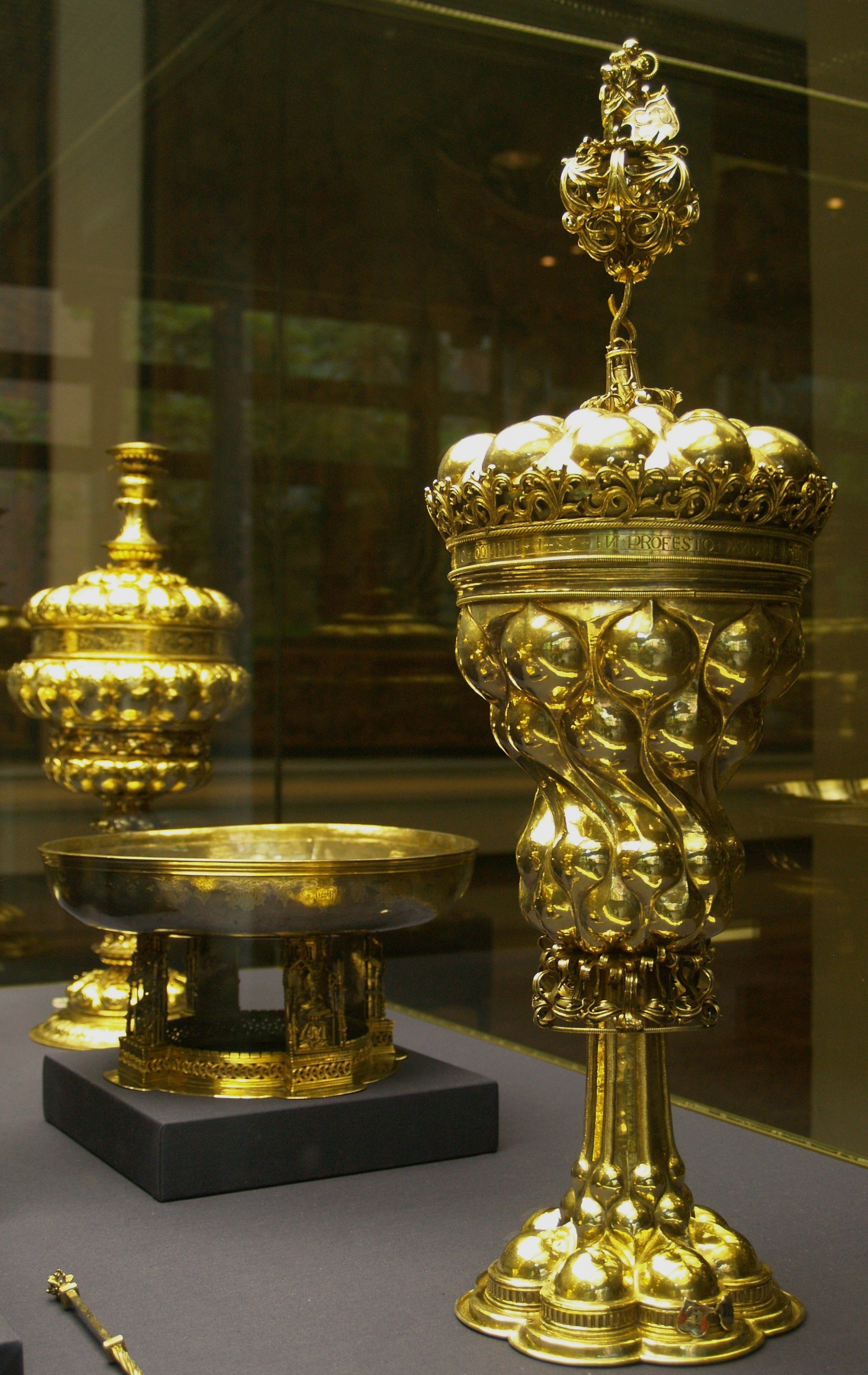
Буклированный кубок-акелей из Люнебурга. 1528. Серебро, золочение. Музей художественных ремёсел, Берлин

Торе́втика (греч. τορευτιχος — искусный в рельефной работе по металлу, от греч. τορεο — вырезываю, чеканю, лат. caelatura, фр. toreutique) — искусство холодной обработки изделий из металла, а также декорирования рельефом художественных изделий, «в противоположность ваянию из камня, глины, воска и дерева. Преимущественно словом „торевтика“ обозначается обработка металлов острыми стальными инструментами, а именно чеканка, выбивка при помощи пунсонов». В Большой Советской энциклопедии дано устаревшее определение, в котором к торевтике, помимо чеканки, тиснения, «выколотки», то есть так называемой «холодной обработки» изделий из металла, отнесено и художественное литьё. Средневековое название мастера этого ремесла — златокузнец (нем. Goldschmied, итал. battere il metallo).

## Разновидности торевтики
В современной терминологии слово «торевтика», близкое понятию «металлопластика», является собирательным обозначением всех техник холодной обработки металла:
- Биговки — сгибания листа металла под острым углом, как правило с использованием пуансона и матрицы;
- Дифовки (лат. differre — разносить, растаскивать) — техника «разгонки» деревянными молотками листов металла, уложенных на мягкую основу, с целью получения крупных изгибов и требуемого рельефа (в иных случаях корректировки формы сосуда «обжиманием»); другие названия: выколотка, бутовка (не путать с чеканкой);
- Буклирования — (от нем. Buckel — выпуклость, горб) — разновидности дифовки («разгонки, выколотки») металла с оборотной стороны с помощью специального инструмента с округлой ударной поверхностью, создающего крупные округлые выпуклости, напоминающие «букли»;
- Обронной работы («обирания», опускания фона) — древнерусский синоним французского термина «репуссе» (фр. repoussé — перевод, передавливание), осуществляется «опусканием», продавливанием фона с помощью специальных рельефных деревянных матриц;
- Пуансирования — техники декорирования изделий с помощью специального инструмента: ударами молотка по пуансону (фр. poinçon — шило, пробойник). В отличие от обычного пробойника пуансон имеет на торце рельефное клеймо, повторенное многократно, оно создаёт особую фактуру фона;
- Гравировки, резьбы штихелем, в отличие от термина «гравирование» в искусстве станко́вой графики;
- Канфарения — работы канфарником, равномерным «офактуриванием» поверхности мелкими точками, насечками, линиями, штрихами;
- Таушировки — гравировки с последующей интарсией (врезанием) металла другого цвета, например медной, латунной или золотой проволоки; другое название — насечка;
- Чеканки — обработка поверхности чеканом (ударами молотка по чекану — долоту с закруглённой рабочей кромкой; не следует путать с дифовкой, или выколоткой)[4].

## История

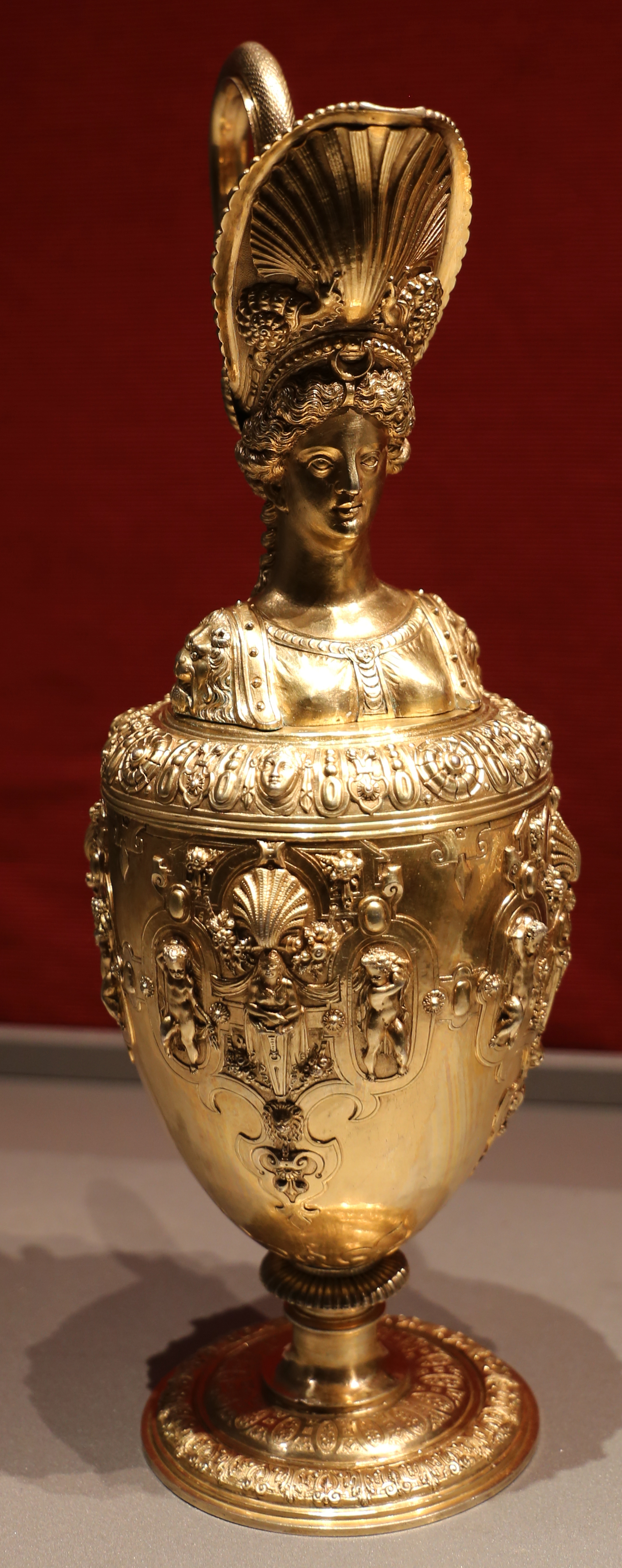
В. Ямницер. Амфора. Серебро, золочение. 1550—1580. Епархиальный музей, Милан

Искусство торевтики уходит своими корнями в глубокую древность. Она применяется уже в эпоху бронзового века. Изделиями высокого мастерства, созданными в железном веке, являются «Certosa situla» из Италии, а также бронзовая «ситула из Ваче» и «поясная пряжка из Ваче» (Словения). Особенное развитие торевтика получила у народов Малой Азии, Ассирии, Вавилона, перенесённая оттуда в Древнюю Персию. Ярким примером влияния персидской школы торевтики считается Надьсентмиклошский клад, найденный в Трансильвании в 1799 году. Этот клад, состоящий из 23-х золотых сосудов, считался собственностью предводителя гуннов Аттилы, изделием аваров или печенегов. Однако большинство учёных считает предметы Надь-Сент-Миклошского клада, из-за содержащихся на сосудах рунических надписей, работой протобулгарских мастеров.
В Древней Греции термин «торевтика» использовали в качестве синонима сфиротехники (греч. σφυροτεχνίας, от (греч. σφυρον — молоток, пятка молотка и греч. τέχνη — ремесло, умение) — выколачивания объёмных фигур из листов меди и бронзы. В современном значении — выколотка. Именно так изготавливали огромные составные статуи, полые внутри, которые из-за их размеров было невозможно отлить из бронзы. Например: Колосс Родосский. «Выколотные» статуи называли в античном мире «олосфи́ратос».
В Новое время торевтикой называли преимущественно технику «опускания фона» с целью создания рельефного декора металлических сосудов. Латинское название: ars clusoria («техника окружения, запирания»). В русском языке использовали наименование «обронная работа» (такое словосочетание вначале появилось в народной резьбе по дереву), французский термин: «репуссе» (фр. repoussé — перевод, передавливание), осуществляется «опусканием», продавливанием фона с помощью специальных рельефных деревянных матриц. Обронную технику в металле отождествляли с дифовкой (лат. differre — разносить, растаскивать) или попросу с ковкой — техникой «разгонки» деревянными молотками листов металла, уложенных на мягкую основу, с целью получения крупных изгибов и требуемого рельефа.
В Античности для изготовления бронзовых, серебряных или золотых сосудов с рельефным декором заготовку будущего изделия заполняли изнутри киттом — плотной и пластичной массой из асфальта или смеси воска и смолы. Затем с помощью станка с лучковым приводом (похожего на современный токарный станок), медленными круговыми движениями обжимали и разгоняли металл до нужной формы. Рельефные изображения создавали «опусканием фона», аналогично технике басмы, с помощью рельефных деревянных матриц, подкладываемых изнутри после удаления китта. При изготовлении плоских изделий дифовка производится деревянными или пластиковыми молотками по листу металла, расположенного на мягкой основе — мешке с песком или ящике со смолой. Доработку мелких деталей осуществляют чеканкой, насечкой, канфарением и гравировкой.
Вершиной художественной торевтики в истории классического искусства считаются произведения немецкого художественного серебра и ювелирного искусства XVI—XVIII веков мастеров Аугсбурга, Дрездена, Нюрнберга, Гамбурга..